# Jordi (recaptador)
Jordi (en llatí Georgius, en grec antic Γεώργιος) va ser un oficial romà d'Orient que ocupava el càrrec de recaptador de les rendes de la part oriental de l'Imperi Romà d'Orient. L'emperador Maurici el va enviar com ambaixador, poc abans de la seva mort el 602, davant de Còsroes II de Pèrsia, segons diuen Teofilacte Simocata i Foci.